# Śląsk Wrocław w europejskich pucharach sezon 1999/2000
Śląsk Wrocław w europejskich pucharach w koszykówce w sezonie 1999/2000 wystąpił w rozgrywkach Pucharu Saporty. Możliwość gry w tych rozgrywkach dało mistrzostwo Polski zdobyte w sezonie 1998/99.

## Rozgrywki grupowe
Śląsk Wrocław trafił do grupy F, gdzie jego przeciwnikami byli:
- Virtus Kinder Bolonia w składzie: Paolo Barlera, Davide Bonora, Antoine Rigaudeau, Fabio Ruini, Antonio Siniscalco, Predrag Danilović, Luca Ansaloni, Alessandro Abbio, Nikolaos Ekonomou, Saulius Štombergas, Hugo Sconochini, Augusto Binelli, Alessandro Frosini, Michael Andersen i David Andersen.
- BK Windawa w składzie: Andrejs Jansons, Jewgienij Kosuskins, Atis Ozols, Janis Pipikis, Sandis Saļņikovs, Aigars Vītols, Andriy Kapinos, Jimmy Polk, Sandis Buškevics, Jānis Laksa, Maris Laksa, Kristaps Purnis, Yohance Nicholas, Aigars Zeidaks i Aleksandrs Šturms.
- Norrköping Dolphins w składzie: Robert Jansson, Siniša Prtić, David Kruse, Per Hammarström, Rachid Kermoury, Tobias Persson, Anders Lind, Paul Burke, J.D Sanders, Michael Kostur, Tomas Tilliander i Per Marcus.
- Fenerbahçe SK w składzie: Mark Miller, Kemal Tunceri, Mert Uyguç, Cömert Küce, Reha Öz, Mustafa Abi, Zaza Enden, Tolga Tekinalp, Jerome Robinson, Radisav Ćurčić, Baris Süer i Serdar Caglan.
- Matav Pecz w składzie: Balint Bartha, Balazs Hoffmann, Zalan Meszaros, Mátyás Buzogány, Tamas Moricz, Péter Bakonyi, Laszló Czigler, Balázs Sajni, Ferenc Csirke, Miklós Karagits, Zoltán Hoffmann i Dwayne Whitfield.

## Wyniki meczów grupowych

### 1 kolejka – 21 września 1999 roku
| Poz. | Zespół               | Pkt | Mecze | Mecze | Mecze | Punkty | Punkty | Punkty |
| Poz. | Zespół               | Pkt | M     | Z     | P     | zdob.  | str.   | bilans |
| ---- | -------------------- | --- | ----- | ----- | ----- | ------ | ------ | ------ |
| 1    | Kinder Bolonia       | 2   | 1     | 1     | 0     | 93     | 61     | 32+    |
| 2    | Zepter Śląsk Wrocław | 2   | 1     | 1     | 0     | 96     | 79     | 17+    |
| 3    | BK Windawa           | 2   | 1     | 1     | 0     | 66     | 58     | 8+     |
| 4    | Fenerbahçe SK        | 1   | 1     | 0     | 1     | 58     | 66     | 8-     |
| 5    | Norrköping Dolphins  | 1   | 1     | 0     | 1     | 79     | 96     | 17-    |
| 6    | Matav Pecz           | 1   | 1     | 0     | 1     | 61     | 93     | 32-    |

| 21 września 199918:00 | Matav Pecz                                                                          | 61:93(37:46, 24:47) | Kinder Bolonia                                                             | Pecz Widzów: 1 800 Sędzia: Andreas Roth (AUT), Dragan Nešković (SRB) |
| 21 września 199918:00 | Pkt: Ferenc Csirke 26 Zb: Zoltán Hoffmann, Dwayne Whitfield 4 Ast: Zalan Meszaros 3 | 61:93(37:46, 24:47) | Pkt: Saulius Štombergas 18 Zb: Michael Andersen 8 Ast: Predrag Danilović 3 | Pecz Widzów: 1 800 Sędzia: Andreas Roth (AUT), Dragan Nešković (SRB) |

| 21 września 199918:30 | BK Windawa                                                           | 66:58(22:24, 44:34) | Fenerbahçe SK                                                                | Windawa Widzów: 2 500 Sędzia: Carl Jungebrand (FIN), Srđan Dožai (CRO) |
| 21 września 199918:30 | Pkt: Aigars Zeidaks 16 Zb: Aleksandrs Šturms 10 Ast: Aigars Vītols 5 | 66:58(22:24, 44:34) | Pkt: Jerome Robinson 21 Zb: Jerome Robinson, Zaza Enden 7 Ast: Mustafa Abi 4 | Windawa Widzów: 2 500 Sędzia: Carl Jungebrand (FIN), Srđan Dožai (CRO) |

| 21 września 199918:30 | Norrköping Dolphins                                     | 79:96(37:51, 42:45) | Zepter Śląsk Wrocław                                                          | Norrköping Widzów: 1 047 Sędzia: Agnis Perkons (LAT), Mika Moberg (FIN) |
| 21 września 199918:30 | Pkt: Siniša Prtić 13 Zb: Paul Burke 9 Ast: Paul Burke 6 | 79:96(37:51, 42:45) | Pkt: Alan Gregov 22 Zb: Jimmy Bridgers 6 Ast: Maciej Zieliński, Alan Gregov 5 | Norrköping Widzów: 1 047 Sędzia: Agnis Perkons (LAT), Mika Moberg (FIN) |

### 2 kolejka – 28 września 1999 roku
| Poz. | Zespół               | Pkt | Mecze | Mecze | Mecze | Punkty | Punkty | Punkty |
| Poz. | Zespół               | Pkt | M     | Z     | P     | zdob.  | str.   | bilans |
| ---- | -------------------- | --- | ----- | ----- | ----- | ------ | ------ | ------ |
| 1    | Kinder Bolonia       | 4   | 2     | 2     | 0     | 177    | 115    | 62+    |
| 2    | Zepter Śląsk Wrocław | 4   | 2     | 2     | 0     | 179    | 156    | 23+    |
| 3    | Norrköping Dolphins  | 3   | 2     | 1     | 1     | 172    | 182    | 10-    |
| 4    | BK Windawa           | 3   | 2     | 1     | 1     | 120    | 142    | 22-    |
| 5    | Fenerbahçe SK        | 2   | 2     | 0     | 2     | 135    | 149    | 14-    |
| 6    | Matav Pecz           | 2   | 2     | 0     | 2     | 147    | 188    | 43-    |

| 28 września 199918:30 | Fenerbahçe SK          | 77:83(36:37, 33:32, dogr. 8:14) | Zepter Śląsk Wrocław | Stambuł Widzów: 3 tys. Sędzia: Goran Urukalo (CRO), Zoran Zlatevski (MKD) |
| 28 września 199918:30 | Jerome Robinson 20 ... | 77:83(36:37, 33:32, dogr. 8:14) | Adam Wójcik 21 ...   | Stambuł Widzów: 3 tys. Sędzia: Goran Urukalo (CRO), Zoran Zlatevski (MKD) |

| 28 września 199918:30 | BK Windawa                                                       | 54:84(26:39, 28:45) | Kinder Bolonia                                                             | Windawa Widzów: 2 800 Sędzia: Marek Ćmikiewicz (POL), Lahdo Sharro (SWE) |
| 28 września 199918:30 | Pkt: Jānis Laksa 10 Zb: Aleksandrs Šturms 7 Ast: Aigars Vītols 6 | 54:84(26:39, 28:45) | Pkt: Saulius Štombergas 20 Zb: Nikolas Ekonomou 9 Ast: Predrag Danilović 6 | Windawa Widzów: 2 800 Sędzia: Marek Ćmikiewicz (POL), Lahdo Sharro (SWE) |

| 28 września 199919:00 | Norrköping Dolphins                                                   | 93:86(48:44, 45:42) | Matav Pecz                                                        | Norrköping Widzów: 867 Sędzia: Ryszard Jabłoński (POL), Pekka Saros (FIN) |
| 28 września 199919:00 | Pkt: David Kruse 26 Zb: Siniša Prtić, David Kruse 8 Ast: Paul Burke 6 | 93:86(48:44, 45:42) | Pkt: Peter Bakonyi 25 Zb: Dwayne Whitfield 9 Ast: Ferenc Csirke 4 | Norrköping Widzów: 867 Sędzia: Ryszard Jabłoński (POL), Pekka Saros (FIN) |

### 3 kolejka – 5 października 1999 roku
| Poz. | Zespół               | Pkt | Mecze | Mecze | Mecze | Punkty | Punkty | Punkty |
| Poz. | Zespół               | Pkt | M     | Z     | P     | zdob.  | str.   | bilans |
| ---- | -------------------- | --- | ----- | ----- | ----- | ------ | ------ | ------ |
| 1    | Kinder Bolonia       | 6   | 3     | 3     | 0     | 254    | 164    | 90+    |
| 2    | Zepter Śląsk Wrocław | 5   | 3     | 2     | 1     | 228    | 233    | 5-     |
| 3    | Norrköping Dolphins  | 5   | 3     | 2     | 1     | 266    | 274    | 8-     |
| 4    | BK Windawa           | 4   | 3     | 1     | 2     | 189    | 213    | 24-    |
| 5    | Fenerbahçe SK        | 3   | 3     | 0     | 3     | 227    | 243    | 16-    |
| 6    | Matav Pecz           | 4   | 3     | 1     | 2     | 218    | 255    | 37-    |

| 5 października 199918:00 | Matav Pecz                                                         | 71:69(38:36, 33:33) | BK Windawa                                                         | Pecz Widzów: 1 tys. Sędzia: Stojan Fišer (SLO), Siniša Herceg (CRO) |
| 5 października 199918:00 | Pkt: Laszló Czigler 23 Zb: Laszló Czigler 10 Ast: Zalan Meszaros 7 | 71:69(38:36, 33:33) | Pkt: Aigars Vītols 17 Zb: Yohance Nicholas 6 Ast: Aigars Zeidaks 2 | Pecz Widzów: 1 tys. Sędzia: Stojan Fišer (SLO), Siniša Herceg (CRO) |

| 5 października 199919:00 | Norrköping Dolphins                                        | 94:92(50:41, 44:51) | Fenerbahçe SK                                                                                      | Norrköping Widzów: 1 186 Sędzia: Leszek Rakoczy (POL), Richard Stokes (ENG) |
| 5 października 199919:00 | Pkt: David Kruse 27 Zb: J. D. Sunders 9 Ast: David Kruse 4 | 94:92(50:41, 44:51) | Pkt: Jerome Robinson 26 Zb: Tolga Tekinalp 9 Ast: Jerome Robinson, Tolga Tekinalp, Kemal Tunceri 3 | Norrköping Widzów: 1 186 Sędzia: Leszek Rakoczy (POL), Richard Stokes (ENG) |

| 5 października 199920:30 | Kinder Bolonia                                                           | 77:49(49:36, 28:13) | Zepter Śląsk Wrocław                                             | Bolonia Widzów: 6 280 Sędzia: Ivan Zachara (CZE), Nikolaos Pitsilkas (GRE) |
| 5 października 199920:30 | Pkt: Predrag Danilović 21 Zb: Alessandro Frosini 11 Ast: Davide Bonora 3 | 77:49(49:36, 28:13) | Pkt: Adam Wójcik 16 Zb: Tomasz Wilczek 3 Ast: Maciej Zieliński 1 | Bolonia Widzów: 6 280 Sędzia: Ivan Zachara (CZE), Nikolaos Pitsilkas (GRE) |

### 4 kolejka – 12 października 1999 roku
| Poz. | Zespół               | Pkt | Mecze | Mecze | Mecze | Punkty | Punkty | Punkty |
| Poz. | Zespół               | Pkt | M     | Z     | P     | zdob.  | str.   | bilans |
| ---- | -------------------- | --- | ----- | ----- | ----- | ------ | ------ | ------ |
| 1    | Kinder Bolonia       | 8   | 4     | 4     | 0     | 368    | 223    | 145+   |
| 2    | Zepter Śląsk Wrocław | 7   | 4     | 3     | 1     | 304    | 297    | 7+     |
| 3    | Norrköping Dolphins  | 6   | 4     | 2     | 2     | 325    | 388    | 63-    |
| 4    | Fenerbahçe SK        | 5   | 4     | 1     | 3     | 300    | 297    | 3+     |
| 5    | BK Windawa           | 5   | 4     | 1     | 3     | 253    | 289    | 36-    |
| 6    | Matav Pecz           | 5   | 4     | 1     | 3     | 272    | 328    | 56-    |

| 12 października 199918:30 | Fenerbahçe SK                                                                   | 73:54(33:37, 40:17) | Matav Pecz                                                        | Stambuł Widzów: 1 tys. Sędzia: Shalom Weltsher (ISR), Fiodor Dmitriew (BLR) |
| 12 października 199918:30 | Pkt: Radisav Ćurčić 26 Zb: Radisav Ćurčić 10 Ast: Radisav Ćurčić, Mike Miller 2 | 73:54(33:37, 40:17) | Pkt: Laszló Czigler 16 Zb: Laszló Czigler 12 Ast: Ferenc Csirke 6 | Stambuł Widzów: 1 tys. Sędzia: Shalom Weltsher (ISR), Fiodor Dmitriew (BLR) |

| 12 października 199919:00 | Zepter Śląsk Wrocław                                              | 76:64(43:30, 33:34) | BK Windawa                                                               | Wrocław Widzów: 4 tys. Sędzia: Karel Bruna (CZE), Milan Brziak (SVK) |
| 12 października 199919:00 | Pkt: Maciej Zieliński 22 Zb: Piotr Szybilski 9 Ast: Alan Gregov 4 | 76:64(43:30, 33:34) | Pkt: Yohance Nicholas 21 Zb: Yohance Nicholas 11 Ast: Sandis Buškevics 3 | Wrocław Widzów: 4 tys. Sędzia: Karel Bruna (CZE), Milan Brziak (SVK) |

| 12 października 199920:30 | Kinder Bolonia                                                            | 114:59(53:31, 61:28) | Norrköping Dolphins                                                                    | Bolonia Widzów: 6 248 Sędzia: Srđan Dožai (CRO), Marjan Micevski (MKD) |
| 12 października 199920:30 | Pkt: Predrag Danilović 19 Zb: Nikolas Ekonomou 9 Ast: Antoine Rigaudeau 6 | 114:59(53:31, 61:28) | Pkt: David Kruse 21 Zb: Paul Burke, J. D. Sunders 7 Ast: Paul Burke, Rachid Kermoury 1 | Bolonia Widzów: 6 248 Sędzia: Srđan Dožai (CRO), Marjan Micevski (MKD) |

### 5 kolejka – 19 października 1999 roku
| Poz. | Zespół               | Pkt | Mecze | Mecze | Mecze | Punkty | Punkty | Punkty |
| Poz. | Zespół               | Pkt | M     | Z     | P     | zdob.  | str.   | bilans |
| ---- | -------------------- | --- | ----- | ----- | ----- | ------ | ------ | ------ |
| 1    | Kinder Bolonia       | 10  | 5     | 5     | 0     | 445    | 284    | 161+   |
| 2    | Zepter Śląsk Wrocław | 9   | 5     | 4     | 1     | 378    | 362    | 16+    |
| 3    | Norrköping Dolphins  | 8   | 5     | 3     | 2     | 405    | 463    | 58-    |
| 4    | Fenerbahçe SK        | 6   | 5     | 1     | 4     | 361    | 374    | 13-    |
| 5    | BK Windawa           | 6   | 5     | 1     | 4     | 328    | 369    | 41-    |
| 6    | Matav Pecz           | 6   | 5     | 1     | 4     | 337    | 402    | 65-    |

| 19 października 199918:00 | Matav Pecz                                                       | 65:74(31:36, 34:38) | Zepter Śląsk Wrocław                                         | Pecz Widzów: 2 tys. Sędzia: Zoran Zlatevski (MKD), Ilija Belošević (SRB) |
| 19 października 199918:00 | Pkt: Ferenc Csirke 20 Zb: Laszló Czigler 6 Ast: Laszló Czigler 4 | 65:74(31:36, 34:38) | Pkt: Adam Wójcik 27 Zb: Piotr Szybilski 5 Ast: Alan Gregov 3 | Pecz Widzów: 2 tys. Sędzia: Zoran Zlatevski (MKD), Ilija Belošević (SRB) |

| 19 października 199919:00 | Fenerbahçe SK                                                                  | 61:77(36:45, 25:32) | Kinder Bolonia                                                              | Stambuł Widzów: 2 tys. Sędzia: Carl Jungebrand (FIN), Srđan Dožai (CRO) |
| 19 października 199919:00 | Pkt: Jerome Robinson 18 Zb: Radisav Ćurčić 7 Ast: Kemal Tunceri, Mustafa Abi 2 | 61:77(36:45, 25:32) | Pkt: Alessandro Frosini 19 Zb: Predrag Danilović 8 Ast: Predrag Danilović 5 | Stambuł Widzów: 2 tys. Sędzia: Carl Jungebrand (FIN), Srđan Dožai (CRO) |

| 19 października 199918:30 | BK Windawa                                                                                      | 75:80(45:38, 30:42) | Norrköping Dolphins                                                  | Windawa Widzów: 1 500 Sędzia: Zbigniew Szpilewski (POL), Petri Mäntylä (FIN) |
| 19 października 199918:30 | Pkt: Yohance Nicholas 15 Zb: Yohance Nicholas 11 Ast: Aigars Zeidaks, Jānis Laksa, Jimmy Polk 3 | 75:80(45:38, 30:42) | Pkt: Paul Burke 26 Zb: Paul Burke, J. D. Sunders 9 Ast: Paul Burke 5 | Windawa Widzów: 1 500 Sędzia: Zbigniew Szpilewski (POL), Petri Mäntylä (FIN) |

### 6 kolejka – 2/3 listopada 1999 roku
| Poz. | Zespół               | Pkt | Mecze | Mecze | Mecze | Punkty | Punkty | Punkty |
| Poz. | Zespół               | Pkt | M     | Z     | P     | zdob.  | str.   | bilans |
| ---- | -------------------- | --- | ----- | ----- | ----- | ------ | ------ | ------ |
| 1    | Kinder Bolonia       | 12  | 6     | 6     | 0     | 541    | 354    | 187+   |
| 2    | Zepter Śląsk Wrocław | 11  | 6     | 5     | 1     | 471    | 425    | 46+    |
| 3    | Norrköping Dolphins  | 9   | 6     | 3     | 3     | 468    | 556    | 88-    |
| 4    | BK Windawa           | 8   | 6     | 2     | 4     | 408    | 443    | 35-    |
| 5    | Fenerbahçe SK        | 7   | 6     | 1     | 5     | 435    | 454    | 19-    |
| 6    | Matav Pecz           | 7   | 6     | 1     | 5     | 407    | 498    | 91-    |

| 2 listopada 199918:30 | Fenerbahçe SK                                                      | 74:80(35:35, 30:30, dogr. 9:15) | BK Windawa                                                                                       | Stambuł Widzów: 865 Sędzia: Dragan Nešković (SRB), József Harsányi (HUN) |
| 2 listopada 199918:30 | Pkt: Radisav Ćurčić 24 Zb: Radisav Ćurčić 17 Ast: Radisav Ćurčić 3 | 74:80(35:35, 30:30, dogr. 9:15) | Pkt: Kristaps Purnis 18 Zb: Kristaps Purnis, Aigars Vītols, Yohance Nicholas 6 Ast: Jimmy Polk 3 | Stambuł Widzów: 865 Sędzia: Dragan Nešković (SRB), József Harsányi (HUN) |

| 2 listopada 199920:30 | Kinder Bolonia                                                           | 96:70(49:35, 47:35) | Matav Pecz | Bolonia Widzów: 6 222 Sędzia: Leonidas Spiridonos (GRE), Roman Kolar (SLO) |
| 2 listopada 199920:30 | Pkt: Saulius Štombergas 21 Zb: Augusto Binelli 8 Ast: Alessandro Abbio 5 | 96:70(49:35, 47:35) | Pkt: Peter Bakonyi, Laszló Czigler 16 Zb: Dwayne Whitfield 4 Ast: Ferenc Csirke, Peter Bakonyi, Laszló Czigler, Zalan Meszaros 1 | Bolonia Widzów: 6 222 Sędzia: Leonidas Spiridonos (GRE), Roman Kolar (SLO) |

|  |  |  |  |  |
|  |  |  |  |  |

### 7 kolejka – 9 listopada 1999 roku
| Poz. | Zespół               | Pkt | Mecze | Mecze | Mecze | Punkty | Punkty | Punkty |
| Poz. | Zespół               | Pkt | M     | Z     | P     | zdob.  | str.   | bilans |
| ---- | -------------------- | --- | ----- | ----- | ----- | ------ | ------ | ------ |
| 1    | Kinder Bolonia       | 14  | 7     | 7     | 0     | 633    | 419    | 214+   |
| 2    | Zepter Śląsk Wrocław | 13  | 7     | 6     | 1     | 555    | 501    | 54+    |
| 3    | Norrköping Dolphins  | 11  | 7     | 4     | 3     | 557    | 639    | 82-    |
| 4    | BK Windawa           | 9   | 7     | 2     | 5     | 473    | 535    | 62-    |
| 5    | Fenerbahçe SK        | 8   | 7     | 1     | 6     | 511    | 538    | 27-    |
| 6    | Matav Pecz           | 8   | 7     | 1     | 6     | 490    | 587    | 97-    |

| 9 listopada 199918:00 | Matav Pecz                                                       | 83:89(42:40, 41:49) | Norrköping Dolphins                                            | Pecz Widzów: 1 500 Sędzia: Tomislav Jovančić (SRB), Marjan Stojovski (MKD) |
| 9 listopada 199918:00 | Pkt: Laszló Czigler 24 Zb: Laszló Czigler 8 Ast: Ferenc Csirke 3 | 83:89(42:40, 41:49) | Pkt: J. D. Sunders 21 Zb: J. D. Sunders 6 Ast: J. D. Sunders 3 | Pecz Widzów: 1 500 Sędzia: Tomislav Jovančić (SRB), Marjan Stojovski (MKD) |

| 9 listopada 199918:30 | Zepter Śląsk Wrocław                                                             | 84:76(47:33, 37:43) | Fenerbahçe SK                                                      | Wrocław Widzów: 3 750 Sędzia: Pavel Volejnik (CZE), Arnis Ozols (LAT) |
| 9 listopada 199918:30 | Pkt: Maciej Zieliński 22 Zb: Joseph McNaull 8 Ast: Tomasz Wilczek, Alan Gregov 5 | 84:76(47:33, 37:43) | Pkt: Jerome Robinson 27 Zb: Tolga Tekinalp 7 Ast: Tolga Tekinalp 3 | Wrocław Widzów: 3 750 Sędzia: Pavel Volejnik (CZE), Arnis Ozols (LAT) |

| 9 listopada 199920:30 | Kinder Bolonia                                                             | 92:65(46:30, 46:35) | BK Windawa | Bolonia Widzów: 6 206 Sędzia: Nikolaos Pitsilkas (GRE), Recep Ankarali (TUR) |
| 9 listopada 199920:30 | Pkt: Saulius Štombergas 22 Zb: Michael Andersen 12 Ast: Alessandro Abbio 4 | 92:65(46:30, 46:35) | Pkt: Jimmy Polk, Yohance Nicholas 12 Zb: Yohance Nicholas 8 Ast: Yohance Nicholas, Aigars Zeidaks, Aleksandrs Šturms, Jewgienij Kosuskins 1 | Bolonia Widzów: 6 206 Sędzia: Nikolaos Pitsilkas (GRE), Recep Ankarali (TUR) |

### 8 kolejka – 16 listopada 1999 roku
| Poz. | Zespół               | Pkt | Mecze | Mecze | Mecze | Punkty | Punkty | Punkty |
| Poz. | Zespół               | Pkt | M     | Z     | P     | zdob.  | str.   | bilans |
| ---- | -------------------- | --- | ----- | ----- | ----- | ------ | ------ | ------ |
| 1    | Kinder Bolonia       | 16  | 8     | 8     | 0     | 697    | 470    | 227+   |
| 2    | Zepter Śląsk Wrocław | 14  | 8     | 6     | 2     | 606    | 565    | 41+    |
| 3    | Norrköping Dolphins  | 12  | 8     | 4     | 4     | 641    | 736    | 95-    |
| 4    | BK Windawa           | 11  | 8     | 3     | 5     | 544    | 582    | 38-    |
| 5    | Fenerbahçe SK        | 10  | 8     | 2     | 6     | 608    | 622    | 14-    |
| 6    | Matav Pecz           | 9   | 8     | 1     | 7     | 537    | 658    | 121-   |

| 16 listopada 199918:30 | BK Windawa                                                                     | 71:47(43:26, 28:21) | Matav Pecz                                                       | Windawa Widzów: 2 tys. Sędzia: Wołodymyr Drabikowski (UKR), Juha-Pekka Orava (FIN) |
| 16 listopada 199918:30 | Pkt: Jimmy Polk 17 Zb: Aleksandrs Šturms 10 Ast: Jimmy Polk, Kristaps Purnis 4 | 71:47(43:26, 28:21) | Pkt: Ferenc Csirke 14 Zb: Laszló Czigler 9 Ast: Zalan Meszaros 3 | Windawa Widzów: 2 tys. Sędzia: Wołodymyr Drabikowski (UKR), Juha-Pekka Orava (FIN) |

| 16 listopada 199918:30 | Fenerbahçe SK                                                   | 97:84(49:46, 48:38) | Norrköping Dolphins                                                          | Stambuł Widzów: 250 Sędzia: Yair Michaelly (ISR), Zoran Šutulović (MNE) |
| 16 listopada 199918:30 | Pkt: Radisav Ćurčić 26 Zb: Radisav Ćurčić 12 Ast: Mustafa Abi 4 | 97:84(49:46, 48:38) | Pkt: J. D. Sunders 25 Zb: Per Marcus 10 Ast: J. D. Sunders, Michael Kostur 3 | Stambuł Widzów: 250 Sędzia: Yair Michaelly (ISR), Zoran Šutulović (MNE) |

| 16 listopada 199920:00 | Zepter Śląsk Wrocław                                             | 51:64(25:34, 26:30) | Kinder Bolonia                                                                                                  | Wrocław Widzów: 5 tys. Sędzia: Andreas Roth (AUT), Stojan Fišer (SLO) |
| 16 listopada 199920:00 | Pkt: Maciej Zieliński 18 Zb: Joseph McNaull 7 Ast: Alan Gregov 2 | 51:64(25:34, 26:30) | Pkt: Michael Andersen 14 Zb: Michael Andersen 7 Ast: Predrag Danilović, Saulius Štombergas, Antoine Rigaudeau 3 | Wrocław Widzów: 5 tys. Sędzia: Andreas Roth (AUT), Stojan Fišer (SLO) |

### 9 kolejka – 7 grudnia 1999 roku
| Poz. | Zespół               | Pkt | Mecze | Mecze | Mecze | Punkty | Punkty | Punkty |
| Poz. | Zespół               | Pkt | M     | Z     | P     | zdob.  | str.   | bilans |
| ---- | -------------------- | --- | ----- | ----- | ----- | ------ | ------ | ------ |
| 1    | Kinder Bolonia       | 18  | 9     | 9     | 0     | 799    | 547    | 252+   |
| 2    | Zepter Śląsk Wrocław | 15  | 9     | 6     | 3     | 669    | 635    | 34+    |
| 4    | Norrköping Dolphins  | 13  | 9     | 4     | 5     | 718    | 838    | 120-   |
| 3    | BK Windawa           | 13  | 9     | 4     | 5     | 614    | 645    | 31-    |
| 5    | Fenerbahçe SK        | 12  | 9     | 3     | 6     | 669    | 679    | 10-    |
| 6    | Matav Pecz           | 10  | 9     | 1     | 8     | 594    | 719    | 125-   |

| 7 grudnia 199918:00 | Matav Pecz                                                         | 57:61(33:29, 24:32) | Fenerbahçe SK                                                                  | Pecz Widzów: 1 5000 Sędzia: Stjepan Krajnović (CRO), Tihomir Bubalo (SRB) |
| 7 grudnia 199918:00 | Pkt: Laszló Czigler 11 Zb: Laszló Czigler 12 Ast: Zalan Meszaros 4 | 57:61(33:29, 24:32) | Pkt: Jerome Robinson 15 Zb: Radisav Ćurčić 6 Ast: Zaza Enden, Radisav Ćurčić 3 | Pecz Widzów: 1 5000 Sędzia: Stjepan Krajnović (CRO), Tihomir Bubalo (SRB) |

| 7 grudnia 199918:30 | BK Windawa                                                                         | 70:63(39:34, 31:29) | Zepter Śląsk Wrocław                                                                                | Windawa Widzów: 2 tys. Sędzia: Danko Radić (CRO), Milivoje Jovčić (SRB) |
| 7 grudnia 199918:30 | Pkt: Aigars Vītols, Yohance Nicholas 20 Zb: Aleksandrs Šturms 11 Ast: Jimmy Polk 5 | 70:63(39:34, 31:29) | Pkt: Adam Wójcik, Maciej Zieliński 17 Zb: Piotr Szybilski 8 Ast: Maciej Zieliński, Tomasz Wilczek 3 | Windawa Widzów: 2 tys. Sędzia: Danko Radić (CRO), Milivoje Jovčić (SRB) |

| 7 grudnia 199919:00 | Norrköping Dolphins                                                  | 77:102(48:49, 29:53) | Kinder Bolonia | Norrköping Widzów: 2 668 Sędzia: Geir Matthiasen (NOR), Petri Mäntylä (FIN) |
| 7 grudnia 199919:00 | Pkt: Paul Burke 23 Zb: David Kruse, Siniša Prtić 6 Ast: Paul Burke 9 | 77:102(48:49, 29:53) | Pkt: Antoine Rigaudeau 25 Zb: Saulius Štombergas, Nikolas Ekonomou, Davide Bonora, Augusto Binelli, Alessandro Frosini 4 Ast: Davide Bonora 7 | Norrköping Widzów: 2 668 Sędzia: Geir Matthiasen (NOR), Petri Mäntylä (FIN) |

### 10 kolejka – 14 grudnia 1999 roku
| Poz. | Zespół               | Pkt | Mecze | Mecze | Mecze | Punkty | Punkty | Punkty |
| Poz. | Zespół               | Pkt | M     | Z     | P     | zdob.  | str.   | bilans |
| ---- | -------------------- | --- | ----- | ----- | ----- | ------ | ------ | ------ |
| 1    | Kinder Bolonia       | 20  | 10    | 10    | 0     | 885    | 586    | 299+   |
| 2    | Zepter Śląsk Wrocław | 17  | 10    | 7     | 3     | 743    | 692    | 51+    |
| 3    | BK Windawa           | 15  | 10    | 5     | 5     | 705    | 732    | 27-    |
| 4    | Norrköping Dolphins  | 14  | 10    | 4     | 6     | 805    | 929    | 124-   |
| 5    | Fenerbahçe SK        | 13  | 10    | 3     | 7     | 708    | 765    | 57-    |
| 6    | Matav Pecz           | 11  | 10    | 1     | 9     | 651    | 793    | 142-   |

| 14 grudnia 199918:30 | Zepter Śląsk Wrocław                                                     | 74:57(39:23, 35:34) | Matav Pecz                                                      | Wrocław Widzów: 2 100 Sędzia: Tomáš Teluch (CZE), Borys Ryżyk (UKR) |
| 14 grudnia 199918:30 | Pkt: Adam Wójcik, Joseph McNaull 17 Zb: Adam Wójcik 5 Ast: Alan Gregov 4 | 74:57(39:23, 35:34) | Pkt: Peter Bakonyi 16 Zb: Laszló Czigler 6 Ast: Ferenc Csirke 7 | Wrocław Widzów: 2 100 Sędzia: Tomáš Teluch (CZE), Borys Ryżyk (UKR) |

| 14 grudnia 199919:00 | Norrköping Dolphins | 87:91(46:54, 41:37) | BK Windawa                                                          | Norrköping Widzów: 1 176 Sędzia: Ryszard Jabłoński (POL), Mika Moberg (FIN) |
| 14 grudnia 199919:00 | Pkt: Aigars Vītols, Yohance Nicholas David Kruse 20 Zb: Aleksandrs Šturms David Kruse 15 Ast: Jimmy Polk Paul Burke 14 | 87:91(46:54, 41:37) | Pkt: Yohance Nicholas 18 Zb: Yohance Nicholas 12 Ast: Jānis Laksa 3 | Norrköping Widzów: 1 176 Sędzia: Ryszard Jabłoński (POL), Mika Moberg (FIN) |

| 14 grudnia 199920:30 | Kinder Bolonia                                                        | 86:39(52:22, 34:17) | Fenerbahçe SK                                              | Bolonia Widzów: 6 212 Sędzia: Tomislav Jovančić (SRB), Peter Poiger (AUT) |
| 14 grudnia 199920:30 | Pkt: Alessandro Abbio 18 Zb: David Andersen 7 Ast: Alessandro Abbio 5 | 86:39(52:22, 34:17) | Pkt: Jerome Robinson 16 Zb: Zaza Enden 9 Ast: Zaza Enden 1 | Bolonia Widzów: 6 212 Sędzia: Tomislav Jovančić (SRB), Peter Poiger (AUT) |

### Najlepsi
- W tej grupie wśród zawodników najwyższą średnią punktową miał zawodnik Fenerbahçe, Jerome Robinson, który przeciętnie rzucał 18,5 pkt Jego drużyna jednak nie awansowała do kolejnej rundy. Tuż za nim, z 18,4 pkt, uplasował się J. D. Sunders ze szwedzkiego Norrköping Dolphins. W zespole Śląska najwyższą średnią miał kapitan zespołu – Maciej Zieliński z 17,5 pkt, co dało mu trzecią pozycje w klasyfikacji.
- Najwyższą średnią w zbiórkach miał natomiast Amerykanin Yohance Nicholas, który dla Norrköping Dolphins zbierał 8,3 piłki na mecz. Drugim w klasyfikacji Serb Radisav Ćurčić był niewiele gorszy z wynikiem 7,9. Daleko za nimi z wynikiem 5,4 znalazł się zawodnik wrocławian, Joseph McNaull.
- Wśród asystujących prym wiódł zawodnik Norrköping Dolphins – Paul Burke. Jego wynik to 6,8 asysty na mecz. O 0,3 gorszy był jego kolega klubowy P.J. Sunders. Alan Gregov, rozgrywający Śląska, podawał znacznie gorzej – 3,8 asysty na spotkanie.
- 27 – tyle najwięcej punktów udało się rzucić indywidualnie koszykarzom. Ta sztuka udała się trzem zawodnikom. Są to: Jerome Robinson (w przegranym przez Fenerbahçe meczu ze Śląskiem 76-84), David Kruse (w wygranym przez Norrköping meczu z Fenerbahçe 94-92) i Adam Wójcik (w wygranym przez Śląsk Wrocław meczu z węgierskim Matav Pecz 74-65).
- 17 – tyle najwięcej piłek udało się zebrać z tablicy indywidualnie koszykarzom. Dokonał tego jeden zawodnik. Radisav Ćurčić zdołał to zrobić podczas meczu z BK Windawa, z którym jego Fenerbahçe przegrało 74-80.
- 14 – tyle najwięcej asyst udało się zaliczyć indywidualnie koszykarzom. Stało się to podczas spotkania Norrköping Dolphins - BK Windawa, a autorem tego był rozgrywający gospodarzy Paul Burke. Mecz wygrali jednak Łotysze 91-87.

## 1/16 finału
Po wyjściu z grupy Śląsk spotkał się w 1/16 finału z słowacką Slovakofarmą Pezinok. Słowacy rywalizowali w grupie E, gdzie zajęli trzecią pozycję za greckim Iraklisem Saloniki i portugalskim FC Porto, a przed niemieckim Telekomem Bonn, serbskim Partizanem Belgrad i austriackim Suba Polten.
W grupie tej zespół z Pezinoku wygrał pięć spotkań i tyleż samo przegrał. Pokonali dwukrotnie Suba Polten (81-72, 88-66) i po razie FC Porto (83-76), KK Partizan Belgrad (93-89) i Telekom Bonn (95-84). Jedynie Iraklis nie dał się Slovakofarmie pokonać, wygrywając w Pezinoku 64-52, a w Salonikach 105-97.
Najlepszymi zawodnikami zespołu w tamtym sezonie byli Aramis Naglić (20,3 pkt na mecz), Gerald Lewis (9,2 pkt, 3,8 zb. i 4,7 as.) i Dragan Ristanović (15,5 pkt).
Oprócz nich w Slovakofarmie grali Marek Andruška i Peter Mičuda. Niedługo później zagrają na polskich parkietach. Andruska w Anwilu Włocławek (zdobędzie z nim mistrzostwo Polski w 2003 roku), Micuda w Stali Ostrów Wlkp. w sezonie 2003/04.
| 11 stycznia 200020:30 | Slovakofarma Pezinok | 79:86(36:41, 43:45) | Zepter Śląsk Wrocław | Pezinok Widzów: 2 tys. Sędzia: Andrej Jelen (SLO), Borys Szułga (UKR) |
| 11 stycznia 200020:30 | Pkt: Aramis Naglić 20, Dragan Ristanović 18, Marek Andruška 12 Zb: Gerald Lewis 7, Peter Mičuda 4, Aramis Naglić, Marek Andruška 3 Ast: Dragan Ristanović 5, Gerald Lewis 4, Aramis Naglić 3 | 79:86(36:41, 43:45) | Pkt: Roberts Štelmahers 24, Maciej Zieliński 21, Adam Wójcik 17 Zb: Piotr Szybilski 5, Joseph McNaull 4, Maciej Zieliński, Alan Gregov 3 Ast: Adam Wójcik 3, Alan Gregov 2, Roberts Štelmahers, Maciej Zieliński 1 | Pezinok Widzów: 2 tys. Sędzia: Andrej Jelen (SLO), Borys Szułga (UKR) |

| 18 stycznia 200020:15 | Zepter Śląsk Wrocław | 84:81(41:45, 43:36) | Slovakofarma Pezinok | Wrocław Widzów: 4 5000 Sędzia: Hermann Latz (GER), Władimir Ochrimienko (RUS) |
| 18 stycznia 200020:15 | Pkt: Adam Wójcik 23, Roberts Štelmahers 19, Joseph McNaull 17 Zb: Joseph McNaull 8, Piotr Szybilski, Maciej Zieliński, Adam Wójcik 3 Ast: Robert Kościuk 4, Roberts Štelmahers, Tomasz Wilczek 3, Joseph McNaull, Adam Wójcik 2 | 84:81(41:45, 43:36) | Pkt: Aramis Naglić 21, Marek Andruška 19, Dragan Ristanović 18 Zb: Dragan Ristanović, Marek Andruška 4, Branislav Timko 3 Ast: Gerald Lewis 6, Dragan Ristanović, Władimir Kuzniecow 3 | Wrocław Widzów: 4 5000 Sędzia: Hermann Latz (GER), Władimir Ochrimienko (RUS) |

## 1/8 finału
W kolejnej rundzie na Śląsk czekała wielka koszykarska firma, która już wtedy miała na swoim koncie 25 mistrzostw Włoch, 4 krajowe puchary, trzykrotne zwycięstwo w Eurolidze, dwukrotnie wzniesienie Pucharu Koracza oraz raz Pucharu Interkontynentalnego. Jednak pasmo sukcesów tego klubu zakończyło się z wraz z odejściem Dejana Bodirogi w 1996 roku. Trzy lata później naprzeciw Śląskowi stanęli już mniej sławni gracze. Jedynymi, których nazwisko nie było obce, byli Flavio Portaluppi, który w klubie spędził 11 pełnych lat i miał na swoim koncie występy w reprezentacji Włoch, oraz Pooh Richardson – Amerykanin, wybrany w 1989 roku w drafcie NBA z numerem 10., wyżej, niż Shawn Kemp, Tim Hardaway, Mookie Blaylock, Vlade Divac, Clifford Robinson, Dino Rađa czy Michael Ansley. W sumie w NBA grał przez dziesięć sezonów.
Adecco w rundzie eliminacyjnej rywalizowało w grupie G, gdzie za swoich przeciwników mieli Turków z Darussafaki Stambuł (m.in. Michael Ansley), Chorwatów z KK Split (m.in. Nikola Vujčić), Szwedów z Plannji Lulea, Belgów z Okapi Maes Aalst (m.in. król strzelców rozgrywek, Mike Doyle) i Anglików z London Towers (m.in. Danny Lewis). Włochom w grupie nie szło za dobrze, wygrali cztery z dziesięciu meczów. Awansowali z ostatniego, czwartego miejsca w grupie, mając tyle samo punktów, co piąty Aalst.
W 1/16 Adecco trafiło na Krka Novo mesto, gdzie grali Ivo Nakić – za rok przyjedzie do Pogoni Ruda Śląska, Matjaž Smodiš, Simon Pertov i Dragiša Drobnjak – później będzie grał w Turowie Zgorzelec. Mediolańczycy pokonali rywali minimalnie, 62-55 i 56-57.
| 11 lutego 200018:15 | Zepter Śląsk Wrocław | 75:57(37:26, 38:31) | Adecco Asvel Mediolan | Wrocław Widzów: 4 500 Sędzia: Dubravko Muhvić (CRO), Andrej Lovšin (SLO) |
| 11 lutego 200018:15 | Pkt: Pooh Richardson 19, Flavio Portaluppi 10, Milan Sagias 9 Zb: Milan Sagias 7, Pooh Richardson 5, Sergio Ramos 3 Ast: Flavio Portaluppi 3 | 75:57(37:26, 38:31) | Pkt: Adam Wójcik 17, Joseph McNaull, Alan Gregov, Maciej Zieliński 10 Zb: Joseph McNaull 8, Piotr Szybilski 6, Alan Gregov 7 Ast: Alan Gregov 5, Adam Wójcik 3 | Wrocław Widzów: 4 500 Sędzia: Dubravko Muhvić (CRO), Andrej Lovšin (SLO) |

| 15 lutego 200020:30 | Adecco Asvel Mediolan | 64:62(29:30, 35:32) | Zepter Śląsk Wrocław | Mediolan Widzów: 1 280 Sędzia: Tomislav Jovančić (SRB), Memduh Öget (TUR) |
| 15 lutego 200020:30 | Pkt: Flavio Portaluppi 20, Pooh Richardson 14, Marco Baldi 10 Zb: Andrea Michelori 5, Pooh Richardson, Flavio Portaluppi 4 Ast: Marco Baldi 1 | 64:62(29:30, 35:32) | Pkt: Adam Wójcik 19, Charles O’Bannon 14, Roberts Štelmahers 11 Zb: Piotr Szybilski 5, Joseph McNaull 11, Roberts Štelmahers, Adam Wójcik 4 Ast: Maciej Zieliński 3 | Mediolan Widzów: 1 280 Sędzia: Tomislav Jovančić (SRB), Memduh Öget (TUR) |

## 1/4 finału
Po pokonaniu Slovakofarmy i Adecco, wrocławianie w następnej rundzie trafili na Chorwatów z Zadaru. Tamtejszy koszykarski zespół był jednym z najlepszych w kraju. Kiedy istniała jeszcze dawna Jugosławia klub ten zdobył 6-krotnie mistrzostwo. Po rozpadzie w chorwackiej lidze KK w latach 90. powoli rozbudzał swoje apetyty i w sezonie 1997/98, sięgnął po Puchar Chorwacji, dzięki czemu w tym sezonie wystąpił w Pucharze Saporty.
W tym okresie w klubie grali Dino Rađa, Arijan Komazec i Kristijan Ercegović, a pierwsze kroki stawiał 18-letni wówczas Marko Popović. Dwaj pierwszy później będą bliscy gry w Śląsku, a Ercegović zagra w Astorii Bydgoszcz i Górniku Wałbrzych. Popović natomiast jest młodszym kuzynem Komazca i Alana Gregova. Trenerem zespołu w tym sezonie był Danijel Jusup, później trener Anwilu Włocławek.
Chorwaci do 1/4 trafili po pokonaniu w dwóch wcześniejszych rundach Czernomore Warna (73-63, 99-70) i Racing Paryż (76-57, 67-72). U Bułgarów prym wiódł Todor Stojkow, a Francuzi mieli w swoim składzie Tony’ego Parkera i Laurenta Sciarrę.
W rozgrywkach eliminacyjnych rywalizowali w grupie B, gdzie zmierzyli się z hiszpańską Pamesą Walencja, cypryjskim Achilleas Nikozja, słoweńskim KK Savinjski Hopsi (grali tu wtedy bracia Beno i Samo Udrihowie, Saša Vujačič i Primož Kobale), ukraińskim Arsenałem Tuła i estońską Deltą Tartu (grali w niej znani w Polsce Tanel Tein, Margus Metstak i Tarmo Kikerpill). KK Zadar zajął w tej grupie drugą pozycję, tuż za Pamesą.
| 29 lutego 200018:10 | Zepter Śląsk Wrocław | 56:63(29:33, 27:30) | KK Zadar | Wrocław Widzów: 5 tys. Sędzia: Ladislav Janáč (SVK), Murat Biricik (TUR) |
| 29 lutego 200018:10 | Pkt: Joseph McNaull, Maciej Zieliński 11, Adam Wójcik 10 Zb: Joseph McNaull 7, Piotr Szybilski 6, Adam Wójcik 5 Ast: Maciej Zieliński, Roberts Štelmahers 2 | 56:63(29:33, 27:30) | Pkt: Arijan Komazec 16, Dino Rađa, Jurica Ruzić, Tomislav Ruzić 11 Zb: Jurica Ruzić 8, Dino Rađa 7, Tomislav Ruzić 4 Ast: Dino Rađa 8, Tomislav Ruzić 4, Arijan Komazec 3 | Wrocław Widzów: 5 tys. Sędzia: Ladislav Janáč (SVK), Murat Biricik (TUR) |

| 7 marca 200018:30 | KK Zadar | 69:64(39:32, 30:32) | Zepter Śląsk Wrocław | Zadar Widzów: 3 tys. Sędzia: Romualdas Brazauskas (LTU), Ivan Zachara (CZE) |
| 7 marca 200018:30 | Pkt: Arijan Komazec 16, Dino Rađa 15, Tomislav Ruzić 12 Zb: Dino Rađa 11, Arijan Komazec 5, Tomislav Ruzić 2 Ast: Dino Rađa 9, Arijan Komazec, Darko Krunić 2 | 69:64(39:32, 30:32) | Pkt: Adam Wójcik 20, Maciej Zieliński, Piotr Szybilski 11 Zb: Joseph McNaull 6, Piotr Szybilski 5, Maciej Zieliński 4 Ast: Alan Gregov 3 | Zadar Widzów: 3 tys. Sędzia: Romualdas Brazauskas (LTU), Ivan Zachara (CZE) |

## Wyniki 1/4 finału, 1/2 i finał
|  |             |                  |             |                |       |          |                |          |  |  |       |       |       |
|  | Ćwierćfinał | Ćwierćfinał      | Ćwierćfinał |                |       | Półfinał | Półfinał       | Półfinał |  |  | Finał | Finał | Finał |
|  | Ćwierćfinał | Ćwierćfinał      | Ćwierćfinał |                |       | Półfinał | Półfinał       | Półfinał |  |  | Finał | Finał | Finał |
|  |             |                  |             |                |       |          |                |          |  |  |       |       |       |
|  |             |                  |             |                |       |          |                |          |  |  |       |       |       |
|  | 1           | Kinder Bolonia   | 85,59       |                |       |          |                |          |  |  |       |       |       |
|  | 1           | Kinder Bolonia   | 85,59       |                |       |          |                |          |  |  |       |       |       |
|  | 8           | Pamesa Walencja  | 61,78       |                |       |          |                |          |  |  |       |       |       |
|  | 8           | Pamesa Walencja  | 61,78       |                |       | 1        | Kinder Bolonia | 60,83    |  |  |       |       |       |
|  |             |                  |             |                |       | 1        | Kinder Bolonia | 60,83    |  |  |       |       |       |
|  |             |                  | 4           | Lietuvos Rytas | 70,71 |          |                |          |  |  |       |       |       |
|  | 4           | Lietuvos Rytas   | 4           | Lietuvos Rytas | 70,71 | 93,77    |                |          |  |  |       |       |       |
|  | 4           | Lietuvos Rytas   |             |                |       |          |                |          |  |  |       |       |       |
|  | 5           | FC Porto         | 73,87       |                |       |          |                |          |  |  |       |       |       |
|  | 5           | FC Porto         | 73,87       |                |       | 1        | Kinder Bolonia | 76       |  |  |       |       |       |
|  |             |                  |             |                |       |          |                |          |  |  |       |       |       |
|  |             |                  | 2           | AEK Ateny      | 83    |          |                |          |  |  |       |       |       |
|  | 2           | AEK Ateny        | 2           | AEK Ateny      | 83    | 84,70    |                |          |  |  |       |       |       |
|  | 2           | AEK Ateny        |             |                |       |          |                |          |  |  |       |       |       |
|  | 7           | Iraklis Saloniki | 73,73       |                |       |          |                |          |  |  |       |       |       |
|  | 7           | Iraklis Saloniki | 73,73       |                |       | 2        | AEK Ateny      | 70,82    |  |  |       |       |       |
|  |             |                  |             |                |       | 2        | AEK Ateny      | 70,82    |  |  |       |       |       |
|  |             |                  | 6           | KK Zadar       | 75,67 |          |                |          |  |  |       |       |       |
|  | 3           | Zepter Śląsk     | 6           | KK Zadar       | 75,67 | 56,64    |                |          |  |  |       |       |       |
|  | 3           | Zepter Śląsk     |             |                |       |          |                |          |  |  |       |       |       |
|  | 6           | KK Zadar         | 63,69       |                |       |          |                |          |  |  |       |       |       |
|  | 6           | KK Zadar         | 63,69       |                |       |          |                |          |  |  |       |       |       |

## Statystyki rozgrywek
| Lp. | Zawodnik      | Zespół           | pkt  |
| --- | ------------- | ---------------- | ---- |
| 1.  | Mike Doyle    | BBC Aalst        | 24,9 |
| 2.  | Damir Tvrdić  | KK Split         | 23,9 |
| 3.  | Todor Stojkow | Czernomore Warna | 23,4 |
| 4.  | Danny Lewis   | London Towers    | 23,1 |

| Lp. | Zawodnik        | Zespół          | Zbiórki |
| --- | --------------- | --------------- | ------- |
| 1.  | Daren Engellant | BBC Aalst       | 12,5    |
| 2.  | Tanoka Beard    | Pamesa Walencja | 11,9    |
| 3.  | Dino Rađa       | KK Zadar        | 10,6    |
| 4.  | Jared Miller    | FC Porto        | 10,6    |

|
| Lp. | Zawodnik        | Zespół              | Asysty. |
| --- | --------------- | ------------------- | ------- |
| 1.  | Elmer Bennett   | TAU Ceramica        | 7,7     |
| 2.  | Laurent Sciarra | Racing Paryż        | 6,5     |
| 3.  | Paul Burke      | Norrköping Dolphins | 5,8     |

| Lp. | Zawodnik      | Zespół           | Przechwyty |
| --- | ------------- | ---------------- | ---------- |
| 1.  | Joseph Spinks | Ricoh Amsterdam  | 4,6        |
| 2.  | Todor Stojkow | Czernomore Warna | 4,1        |
| 3.  | Keith Hughes  | Czernomore Warna | 4,0        |

| Lp. | Zawodnik      | Zespół           | Bloki |
| --- | ------------- | ---------------- | ----- |
| 1.  | Witalij Nosow | Darüşşafaka S.K. | 1,8   |
| 2.  | Donell Herris | Racing Paryż     | 1,6   |
| 3.  | Gary Grant    | FC Porto         | 1,3   |

## Statystyki Śląska
- Śląsk rozegrał w sumie szesnaście spotkań, z czego dziesięć udało mu się wygrać. Średnio zdobywał 73,1, tracił 69,1.
- Tylko dwukrotnie wrocławianie zeszli z parkietu pokonani, grając przed własną publicznością. Stało się to w grupie, kiedy do Wrocławia zawitała Kinder Bolonia (51-64) i w 1/4 finału – porażka z KK Zadar 56-63.
- Wygrana w 1/8 z Slovakofarmą Pezinok dała historyczny awans Śląskowi do Euroligi, w której wystąpili w następnym sezonie.
- W sumie w Pucharze Saporty w barwach Śląska zagrało 15 zawodników, choć na ławce rezerwowych zasiadło 16 zawodników. Jedynym, któremu nie dane było rozegrać choćby jednej minuty, był Jacek Krzykała. Rozgrywający, wówczas 23-letni, był trzykrotnie wpisywany do protokołu meczowego z Kinderem Bolonia, BK Windawa i Matav Pecz.

| Nazwisko          | Ilość spotkań | Wolne  | za 2   | za 3  | Zb. | As. | Prze. | Str. | Bl. | Faule | pkt   |
| Jimmy Bridgers    | 2             | 7/11   | 4/7    | 0,2   | 4,0 | 0,5 | 1,5   | 1,0  | -   | 1,0   | 7,5   |
| Andrzej Adamek    | 9             | 6/7    | 8/12   | 2/8   | 0,9 | 0,9 | 1,1   | 1,1  | -   | 1,8   | 3,1   |
| Rafał Bigus       | 6             | 3/8    | 6/13   | -     | 2,2 | -   | 0,2   | 0,3  | -   | 0,5   | 2,5   |
| Sebastian Zwolak  | 3             | 0/2    | -      | -     | 0,3 | -   | -     | 0,3  | -   | -     | -     |
| Charles O’Bannon  | 6             | 8/10   | 14/25  | -     | 1/7 | 0,3 | 0,8   | 0,7  | 0,2 | 1,8   | 6,0   |
| Alan Gregov*      | 16            | 14/21  | 29/63  | 14/38 | 2,4 | 2,7 | 1,3   | 2,1  | 0,1 | 2,4   | 7,75  |
| Tomasz Wilczek*   | 14            | 6/8    | 19/27  | 3/15  | 1,2 | 1,3 | 0,8   | 0,8  | 0,2 | 2,7   | 4,1   |
| Maciej Zieliński* | 16            | 52/70  | 64/113 | 13/38 | 2,9 | 2,2 | 1,4   | 1,9  | 0,1 | 1,9   | 14,8  |
| R. Štelmahers*    | 11            | 20/27  | 19/38  | 10/19 | 2,3 | 1,6 | 1,1   | 1,6  | -   | 2,1   | 9,45  |
| Robert Kościuk    | 6             | 10/12  | 1/4    | 1/3   | 1,2 | 0,7 | 0,3   | 0,5  | -   | 1,8   | 2,5   |
| Piotr Szybilski*  | 16            | 21/31  | 24/50  | 5/11  | 4,5 | 0,3 | 0,5   | 1,2  | 0,3 | 2,3   | 5,5   |
| Joseph McNaull*   | 16            | 30/44  | 69/104 | -     | 6,1 | 0,7 | 1,3   | 1,1  | 1,1 | 2,6   | 10,75 |
| Adam Wójcik*      | 16            | 66/106 | 75/135 | 12/30 | 3,5 | 1,2 | 1,7   | 2,9  | 0,8 | 3,1   | 17,0  |
| Jimmy Moore*      | 1             | -      | -      | -     | -   | -   | -     | -    | -   | -     | 10    |
| Mirosław Łopatka  | 1             | -      | -      | 0/1   | -   | -   | -     | -    | -   | -     | 0     |

^ Brak szczególnych danych z meczu z Fenerbahçe w Stambule powoduje, że nieznane są dokładne dane z tego sezonu. Śląsk wygrał po dogrywce 83-77, ale znana jest jedynie punktacja z tego spotkania. Została ona wliczona do statystyk.
- Dzięki średniej 17 pkt na mecz Adam Wójcik zajął 23. miejsce w klasyfikacji najlepszych strzelców rozgrywek.
- 6,1 zbiórki na mecz dało 41. pozycję Joe McNaullowi. Osiemnaście miejsc wyżej, z 6,9, znalazł się Jeffrey Stern, który reprezentował barwy Mazowszanki Pruszków, a który sezon wcześniej przez kilka spotkań był zawodnik Śląska.
- z 2,7 asysty na mecz dało Alanowi Gregovowi 46. miejsce wśród najlepiej podających.
- Średnia 1,7 przechwytu dało Adamowi Wójcikowi 51. pozycję, o piętnaście miejsc niżej od Waltera Jeklina, który notował 1,9, grając dla Mazowszanki.
- Wśród najlepiej blokujących 5. miejsce zajął Joseph McNaull – 1,1, a dwunaste miejsce z 0,8 miał Adam Wójcik. Tyle samo, co Jeffrey Stern.

## Naj... Śląska
- 40 – tyle minut, czyli całe spotkanie rozegrała tylko trójka koszykarzy. Tej sztuki dokonali Maciej Zieliński, Adam Wójcik i Tomasz Wilczek. Cała trójka nie zeszła ani na chwilę z boiska w spotkaniu wyjazdowym z BK Windawa 63-70. Zieliński dokonał tej sztuki dwa razy – w meczu z Kinderem Bolonia 51-64.
- 27 – tyle punktów w spotkaniu z Matav Pecz (74-65) zdobył Adam Wójcik. To najwięcej spośród wszystkich zawodników Śląska.
- 11 – tyle piłek w spotkaniu z Adecco Asvel Mediolan (62-64) zebrał Joseph McNaull. To najwięcej ze wszystkich zawodników Śląska. Ta sztuka udała się na bronionej tablicy, co oczywiście jest także najlepszym wynikiem.
- 7 – tyle bloków na rywalach zanotował Joseph McNaull. Najlepszy wynik w Śląsku Amerykaninowi z polskim paszportem udało się osiągnąć w spotkaniu z Fenerbahçe SK (84-76), dzięki czemu McNaull o mało nie uzyskał triple-double. Z Turkami bowiem McNaull zanotował 14 pkt, 8 zbiórek i 7 bloków.
- 7 – tyle piłek przechwycił w spotkaniu z Matav Pecz (74-65) Adam Wójcik.
- 6 – tyle strat zanotował w spotkaniu z Adecco Asvel Mediolan (62-64) Adam Wójcik.
- 6 – tyle dokładnych ostatnich kończących podań zanotował Alan Gregov. Chorwat sześciokrotnie asystował przy koszach kolegów z Norrköping Dolphins (93-63).
- 4 – tyle najwięcej celnych trójek rzucił koszykarz Śląska w jednym meczu. Stało się to w zwycięskim 84-76 meczu z Fenerbahçe. Autorem tych czterech „trójek” był Alan Gregov, a potrzebował do tego sześć prób.
- 3 – tyle najwięcej piłek na atakowanej tablicy udało się zebrać indywidualnie koszykarzowi Śląska. Adam Wójcik uczynił to raz (mecz z Kinderem Bolonia 51-64), a Piotr Szybilski i Joseph McNaull dwa razy. „Bila” w spotkaniach z BK Windawa (63-70) i Norrköping Dolphins (93-63), McNaull – z KK Zadar (56-63) i Slovakofarmą Pezinok (84-81).